# داريل أشمور
داريل أشمور (بالإنجليزية: Darryl Ashmore)‏ هو لاعب كرة قدم أمريكية أمريكي، ولد في 1 نوفمبر 1969 في بيوريا في الولايات المتحدة.

## وصلات خارجية
- داريل أشمور على موقع مرجع كرة القدم المحترفة.كوم (الإنجليزية)